# Камири
Камири (исп. Camiri) — город в Боливии, в департаменте Санта-Крус, в провинции Кордильеры. Это столица муниципалитета Камири. В 2012 году население города составляло 28 855 человек. Камири находится на берегу реки Парапети в небольшой долине, окруженной холмами на востоке, севере и юге, а также горным хребтом Агуараге на западе.

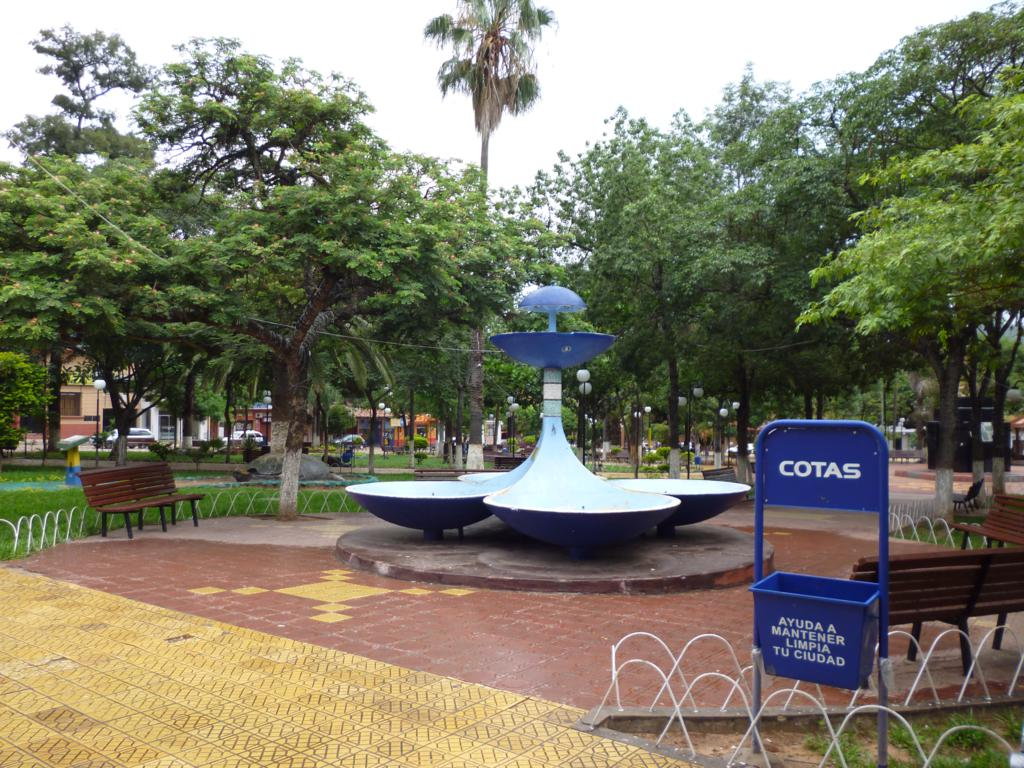
Центральный парк Камири

Экосистема региона включает сухие субтропические леса с низким пологом и интенсивным ксерофильным зарослями с большим разнообразием дикой природы.
3 февраля 2007 года местные протестующие перекрыли газопровод в Камири, который обслуживает южную Боливию. Протестующие требовали расширения национализации газовой промышленности и возобновления обещаний о строительстве объектов для YPFB, национальной нефтяной компании.

## Население
Данные по населению Камири по годам:
1976 — 19 872 человека
1992 — 27 971 человек
2001 — 26 505 человек
2012 — 28 855 человек

## Галерея

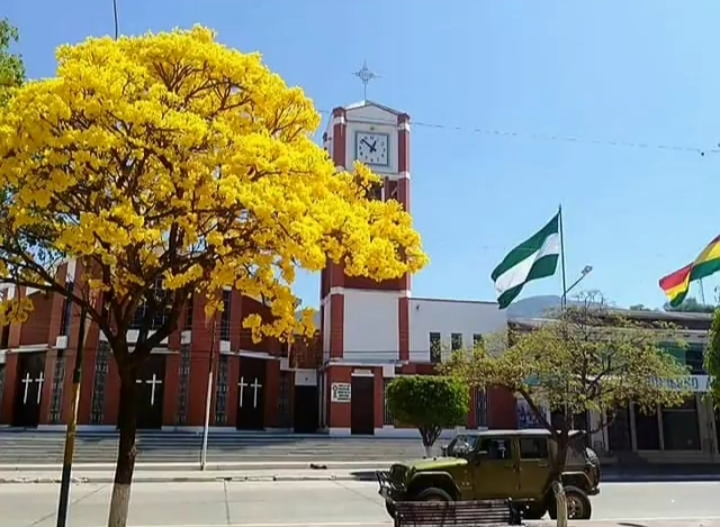
Храм Святого Франциска
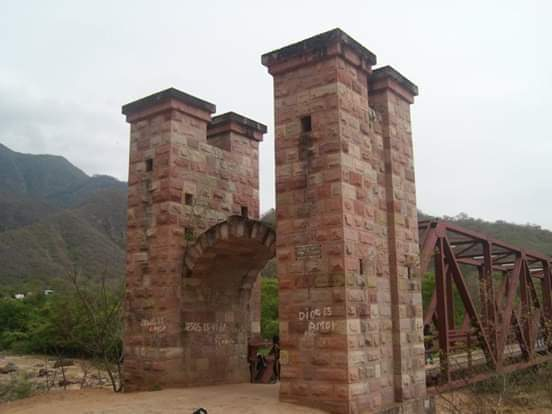
Исторический старый мост в Камири
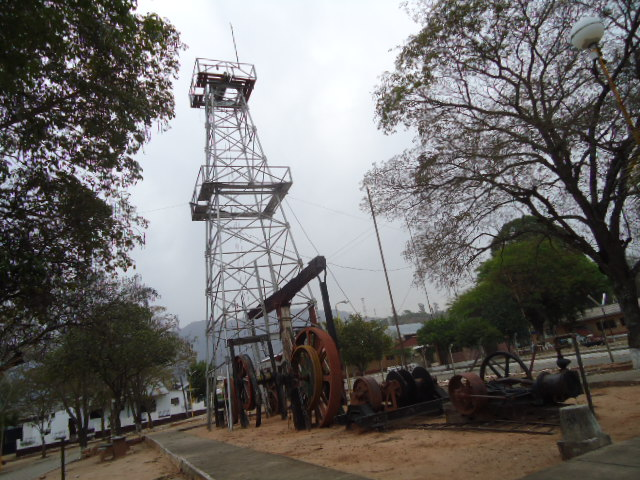
Реплика первой буровой установки